# Drono (Tembarak)
Drono is een bestuurslaag in het regentschap Temanggung van de provincie Midden-Java, Indonesië. Drono telt 1228 inwoners (volkstelling 2010).